# داوید سیورا
داوید سیورا (به انگلیسی: David Civera) (زاده ۸ ژانویه ۱۹۷۹) خواننده اسپانیایی است.
او نماینده اسپانیا در مسابقه آواز یوروویژن ۲۰۰۱ بود.